# Bab edh-Dhra
Bab edh-Dhra (en árabe: باب الذراع‎, Bâb EDH-Dhrâ') es el sitio de una ciudad de la Edad del Bronce Antiguo ubicada cerca del mar Muerto, en la orilla sur del uadi Kerak. Bab edh-Dhra fue descubierta en 1924 en una expedición dirigida por William F. Albright.

## Posibles causas del declive
El antiguo nombre de Bab-edh-Dhra aún permanece sin identificar. Algunos eruditos bíblicos argumentan que este fue el sitio de Sodoma, pero otros arqueólogos no están de acuerdo. A diferencia de las ruinas vecinas de Numeira, Bab edh-Dhra no parece haber sido destruida por un incendio significativo. Numeira y Bâb edh-Dhrâʿ fueron destruidas en diferentes momentos, con unos 250 años de diferencia. Si bien las primeras conclusiones de Rast y Schaub afirmaban que Bâb edh-Dhrâʿ y Numeira fueron destruidas aproximadamente al mismo tiempo (es decir, 2350-2067 a. C.), ahora se sabe que la destrucción de cada una fue individual y estuvo separada por aproximadamente dos siglos y medio (250 años), con la destrucción de Bâb edh-Dhrâʿ circa 2350 a. C. y Numeira circa 2600 a. C. En cambio, la evidencia arqueológica sugiere que el sitio fue abandonado por sus habitantes, pero también "sufrió exposición al fuego". Otras posibles razones por las que este sitio puede no ser la Sodoma bíblica son porque la aldea era demasiado pequeña (10 acres), no estaba en el área geográfica designada (Génesis 13: 10-12) y no existía en el período de tiempo apropiado. Bab Edh-Dhraʿ fue destruido en 2350 a. C. (período del Bronce Antiguo), mientras que la mayoría de los eruditos bíblicos creen que los Patriarcas vivieron en el período del Bronce Medio (2166-1550 a. C.). Los partidarios de la teoría de Sodoma del Sur han argumentado que, en un examen más detenido del relato bíblico, esto se ajusta a la descripción geográfica de dónde estaría ubicada Sodoma. También argumentan que un marco de tiempo establecido para su destrucción no es necesariamente confiable. Los defensores de la teoría de Sodoma del Sur han propuesto varias hipótesis para explicar las causas de su abandono. Rast sugirió un terremoto o un ataque externo. Se han encontrado depósitos de betún y petróleo en el área, que contienen azufre y gas natural, y una teoría sugiere que una bolsa de gas natural llevó a la incineración de la ciudad. Sin embargo, los arqueólogos que trabajaron en el sitio no encontraron evidencia de una conflagración, o de hecho, ningún tipo de catástrofe para explicar la repentina deserción de sus habitantes.

## Cementerio

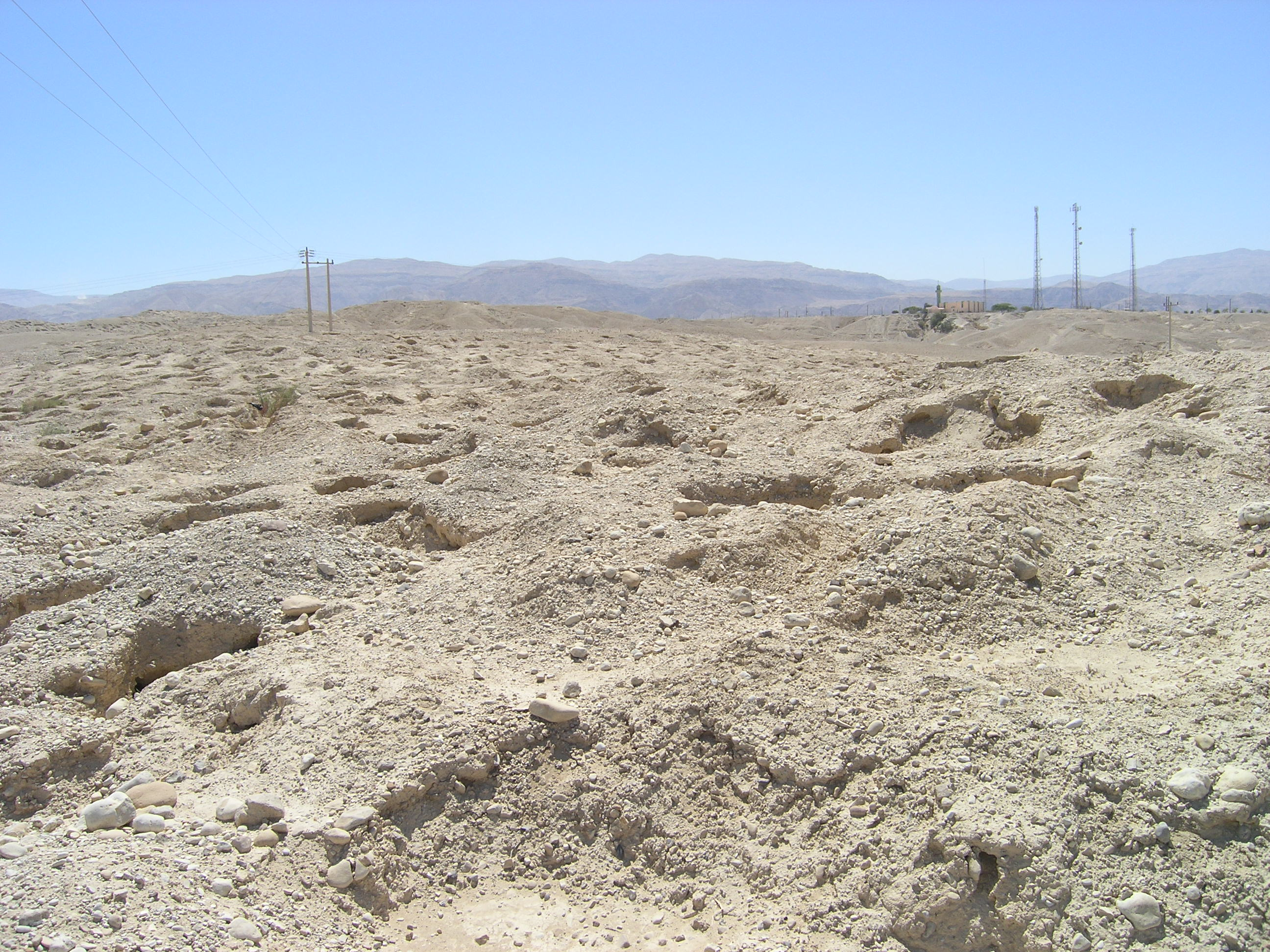
Bab edh-Dhra, cementerio de la Edad de Bronce en la llanura (cementerio C).

Dos grandes cementerios conocidos como Khirbet Qazone (o Qayzune) se encuentran al otro lado de la carretera moderna (autopista 50) desde las ruinas ocupacionales de Bab edh-Dhra y datan de la primera parte de la Edad del Bronce Antiguo (ca. 3300-2000 a. C.) hasta que finalmente fue abandonado en 2350 a. C. Se utilizaron tres frases de uso, con diferentes estilos de entierro.

### Tumbas de pozo
En el Bronce Antiguo IA (3500-3100 a. C.) se utilizaron tumbas de pozo o tumbas de estilo osario con unas 20 mil tumbas que los arqueólogos estimaron que representan más de medio millón de cuerpos.  Estas tumbas pertenecen al período preurbano del sitio y datan de aproximadamente 3150-3000 a. C.

### Tumbas de túmulos
El entierro en cairns (o tumba de túmulo ), que data de la Edad del Bronce Temprano III (2650-2300 a. C.), fue la última forma de entierro encontrada en el sitio. Eran tumbas circulares sobre el suelo hechas de adobe (osarios circulares) en las que se encontraron evidencias de diversas prácticas mortuorias. La tumba era un pozo poco profundo donde se coloca el cuerpo con cerámica y una daga con un montón redondo de piedras apiladas en la parte superior (así llamado túmulo). Fueron las tumbas que usaron quienes conquistaron la ciudad y la quemaron.